# Pleurotomella benedicti
Pleurotomella benedicti é uma espécie de gastrópode do gênero Pleurotomella, pertencente a família Raphitomidae.